# Carrai afoveolata
Carrai afoveolata är en spindelart som beskrevs av Raven 1984. Carrai afoveolata ingår i släktet Carrai och familjen Dipluridae.
Artens utbredningsområde är New South Wales. Inga underarter finns listade.